# يانج لايونز
نادي يانج لايونز لكرة لكرة القدم نادي كرة قدم سنغافوري يلعب في دوري الدرجة الممتازة.